# Antonio Moreno Domínguez
Antonio Moreno Domínguez (Badajoz, 26 de setembre de 1974) és un futbolista extremeny, que ocupa la posició de migcampista.

## Trajectòria
Sorgeix del planter del CD Badajoz. Després de passar pel juvenil i pel filial, a la campanya 95/96 debuta a Segona Divisió amb el primer equip, tot jugant 9 partits. La 96/97 seria cedit a l'Elx CF, que militava a la Segona Divisió B.
De nou a Badajoz, el migcampista es consolida en el primer planter, i a més a més, com a titular, tot jugant 110 partits de lliga entre 1997 i el 2000. Les seues bones xifres al Badajoz possibiliten el seu fitxatge per part de la UD Las Palmas. Els canaris acabaven de pujar a Primera, i el migcampista va debutar a la màxima categoria, però, tan sols va aparèixer en sis ocasions al llarg de la campanya.
La temporada 01/02 retorna a l'Elx CF, que ara militava a Segona Divisió. El de Badajoz roman dos temporades al conjunt valencià, les dues com a suplent, igual que els pocs mesos del 2003 que hi juga amb l'Algeciras CF.
Al mercat d'hivern de la temporada 03/04 marxa al Racing de Ferrol, amb qui aconsegueix l'ascens a Segona Divisió. De nou a la categoria d'argent, el migcampista hi jugaria 15 partits amb els gallecs, la majoria sortint de la banqueta.
A partir del 2005, la carrera d'Antonio Moreno prossegueix per equips de divisions més modestes. La 05/06 milita al Badalona, de 2aB, i a l'any següent baixa un esglaó més, a la Tercera valenciana al formar a les files del Novelda CF. Des del 2007 milita en el Santa Pola, de la Regional Preferent.